# Viroqua (Wisconsin)
La ville de Viroqua est le siège du comté de Vernon, dans le Wisconsin, aux États-Unis.

## Démographie
| Groupe            | Viroqua | Wisconsin | États-Unis |
| ----------------- | ------- | --------- | ---------- |
| Blancs            | 97,1    | 86,2      | 72,4       |
| Métis             | 1,0     | 1,8       | 2,9        |
| Asiatiques        | 0,6     | 2,3       | 4,8        |
| Afro-Américains   | 0,6     | 6,3       | 12,6       |
| Autres            | 0,5     | 2,4       | 6,2        |
| Amérindiens       | 0,3     | 1,0       | 0,9        |
| Total             | 100     | 100       | 100        |
|                   |         |           |            |
| Latino-Américains | 1,0     | 5,9       | 16,7       |

Selon l'American Community Survey, pour la période 2011-2015, 93,82 % de la population âgée de plus de 5 ans déclare parler anglais à la maison, alors que 1,58 % déclare parler une langue chinoise, 1,46 % l'espagnol, 1,17 % l'allemand de Pennsylvanie, 0,95 % le norvégien et 1,03 % une autre langue.